# Priroda (časopis)
Priroda je časopis Hrvatskoga prirodoslovnoga društva za popularizaciju prirodnih znanosti.

## Povijest
Priroda je jedan je od najstarijih časopisa takve vrste u svijetu. Pokrenut je 1911. godine u Zagrebu kao popularno-znanstveni prilog Glasnika biološke sekcije Hrvatskoga prirodoslovnog društva. Od 1915. godine obavljuje se kao zasebno izdanje.
Časopis je pod uredništvom zoologa Miroslava Hirtza (1926. – 1941.) počeo promicati ekološku kulturu, zbog čega se smatra najstarijim ekološkim glasilom u svijetu. Priroda danas izlazi 10 puta godišnje.
Dosadašnji urednici časopisa bili su: Ljudevit Gutschy, Antun Heinz, Fran Bubanović, Fran Tućan, Nikola Fink, Fran Šuklje, Miroslav Hirtz, Ivan Supek, Milan Butorac, Drago Grdenić, Leo Randić, Fran Kušan, Franjo Krleža, Teodor Varićak, Dragutin Mayer, Zlatko Pavletić, Nikola Ljubešić, Stanimir Vuk-Pavlović, Danko Škare, Zlatko Pepeonik, Borislav Aleraj, Tomislav Krčmar, Oskar P. Springer, Nenad Raos, Nenad Judaš, Vladimir Stilinović i Dario Hrupec.

## Sadržaj
Časopis donosi priloge iz biologije, kemije, fizike, astronomije, ekologije, zaštite prirode, antropologije, medicine i srodnih područja.
Pojedini brojevi časopisa dostupni su i u digitalnom obliku.

## Vanjske poveznice
Mrežna mjesta
- Priroda, digitalizirani brojevi u Metelgradu
- odabrani članci  Arhivirana inačica izvorne stranice od 7. svibnja 2018. (Wayback Machine) na stranicama Hrvatskog prirodoslovnog društva